# Calixthe Beyala
Calixthe Beyala, née le 26 octobre 1961 à Douala au Cameroun, est une romancière franco-camerounaise. Elle reçoit le Grand prix du roman de l'Académie française en 1994 pour son roman Les Honneurs perdus. Dans les années 1990, elle est visée par plusieurs accusations de plagiat et se voit condamnée en 1996. Elle poursuit sa carrière d'écrivain.
En 2010, elle est faite Chevalier de la Légion d'honneur française et, en 2019, elle devient ambassadrice de la culture camerounaise par le gouvernement camerounais.

## Biographie

### Enfance, formation et débuts
Calixthe Beyala est originaire d'une famille du Cameroun de douze enfants dont elle est la sixième. Ses parents se séparent peu après sa naissance, et son père l'abandonne, ne la revoyant brièvement pour la première fois qu'à l'âge de ses 16 ans. Les deux sœurs issues de cette union sont récupérées par la grand-mère maternelle, qui les éduquera à la manière traditionnelle, avec très peu de moyens financiers[réf. souhaitée]. Sa sœur aînée sacrifie ses études au profit de Calixthe, travaillant auprès de sa grand-mère en vendant du manioc pour subvenir aux besoins de la famille[réf. souhaitée]. Les sœurs passent leur enfance au Cameroun à New-bell, un bidonville de Douala. 
C'est à 17 ans qu'elle quitte le Cameroun pour l'Occident. Lorsqu'elle émigre en France, Calixthe Beyala se marie et obtient un baccalauréat G2[réf. souhaitée]. Elle poursuit ses études par des lettres modernes françaises à l'université Paris 13 Nord[réf. souhaitée], et publie son premier roman. Elle affectionne la vie en banlieue qu'elle considère comme "sa source d'inspiration" et n'hésite pas à s'y isoler.

### Carrière

#### Littérature et presse
Calixthe Beyala publie son premier ouvrage en 1987, C'est le soleil qui m'a brûlée. En 1994, elle reçoit le Grand prix du roman de l'Académie française pour son roman Les Honneurs perdus.
Dans les années 1990, des accusations de plagiats visent plusieurs de ses romans et elle est condamnée en 1996 pour contrefaçon pour son roman Le Petit Prince de Belleville et doit verser des dommages et intérêts à l'auteur Howard Buten (plagié à travers son roman Quand j'avais cinq ans je m'ai tué).
En 2005, dans La Plantation, elle raconte les expropriations au Zimbabwe et dénonce le système Mugabe, via le récit du personnage principal, Blues Cornu, la jeune fille d'un grand propriétaire terrien blanc d’origine française
De 2005 à 2012[réf. souhaitée], elle est éditorialiste au mensuel Afrique magazine.

#### Documentaires et télévision
En 1994, Calixthe Beyala présente une série de documentaires, intitulée Rêves d'Afrique, diffusée sur France télévision et dont elle a collaboré à l'écriture des scénarios,. 
En 2010, elle écrit et réalise son premier film documentaire, Manu Dibango, Tempo d'Afrique, sur le saxophoniste Manu Dibango, diffusé sur France 5.
Elle collabore [Quand ?] aux émissions sur RTL avec Christophe Hondelatte[Lesquelles ?][réf. souhaitée] et est chroniqueuse [Quand ?] sur l'émission Hondelatte dimanche, sur la chaine de télévision Numéro 23[réf. souhaitée].

## Engagement et prises de position
En 2019, elle est faite ambassadrice de la culture camerounaise par le gouvernement camerounais.

### En faveur des minorités
Calixthe Beyala critique la sous-représentation des minorités visibles dans le paysage audiovisuel français. Elle est l'initiatrice et la porte-parole de l'association Collectif Égalité, un mouvement qui revendique une meilleure représentation des Noirs dans les médias, la culture, la politique et le domaine économique, fondée en décembre 1998. 
En 1998, elle dépose plainte contre le CSA et le gouvernement français devant l’absence de Noirs à la télévision. Cette démarche conduit le collectif à être reçu, en octobre 1999, par le président du CSA de l’époque, Hervé Bourges. 
En mars 2008, elle suscite une forte réprobation lorsqu'elle s'exprime de nouveau en faveur de Kadhafi.

## Affaires judiciaires

### Accusations de plagiat et condamnation
Le 7 mai 1996, le tribunal de grande instance de Paris juge que le roman de Calixthe Beyala, Le Petit Prince de Belleville, paru en 1992 chez Albin Michel, est une « contrefaçon partielle » d'un roman de l'américain Howard Buten, Quand j'avais cinq ans je m'ai tué, paru en français aux éditions du Seuil en 1981. Howard Buten avait établi qu'une quarantaine de passages du roman incriminé comportaient plus que des similitudes avec son propre livre. Aux termes du jugement, Calixthe Beyala et son éditeur ont été condamnés à payer chacun 30 000 francs à Howard Buten pour préjudice moral et 40 000 francs aux éditions du Seuil pour préjudice matériel, le tribunal ordonnant, en outre, le retrait de tous les passages incriminés. Calixthe Beyala ne fait pas appel du jugement, indiquant : « Il faut laisser les morts enterrer les morts. » L'Académie française n'a pas estimé la condamnation gênante, jugeant qu'il « s'agissait d'un ouvrage ancien » et que « tout le monde a plagié », de Corneille à Stendhal. Le journal satirique Le Canard enchaîné avait lui aussi relevé dans Le Petit Prince de Belleville une dizaine d'autres « emprunts », faits cette fois quasiment mot pour mot, à un grand classique de la littérature policière, Fantasia chez les ploucs, de Charles Williams,.
Une brève polémique l'oppose en 1996 à l'écrivain nigérian Ben Okri à la suite de ressemblances dénoncées par Pierre Assouline entre Les Honneurs perdus et La Route de la faim.
L'année suivante, dans la revue Lire, Pierre Assouline estime que l'écrivaine a plagié deux autres romans dans Le Petit Prince de Belleville, et l'accuse d'en avoir pillé deux supplémentaires dans Asséze l'Africaine. En 2001, Richard Serrano prend la défense de l'autrice dans un texte intitulé Calixthe Beyala : griotte postmoderne ou plagiaire ? et s'attarde sur ce dernier cas, indiquant notamment que Paule Constant, autrice supposément plagiée (à travers son roman White Spirit) fait partie du jury ayant remis le Prix Tropiques au roman Asséze l'Africaine.

### Procès contre Michel Drucker
En 2009, Calixthe Beyala intente un procès à l'animateur de télévision Michel Drucker, lui réclamant 200 000 euros de dommages-intérêts, lui reprochant de ne pas avoir été payée pour sa contribution à un livre d'entretiens fait avec Régis Debray à la place de l'animateur (auquel elle a consacré un roman à clé, L'Homme qui m'offrait le ciel). 
En juin 2009, elle perd le procès en première instance, mais en appel en janvier 2011, Michel Drucker est condamné à lui verser 40 000 euros,. Selon le site PureMédias :

« [...] la Cour d'appel a estimé que l'écrivaine avait bien « œuvré à la composition du manuscrit ». D'ailleurs, rappellent les juges, l'animateur a lui-même reconnu la « collaboration spontanée » de Calixthe Beyala. Enfin, la Cour a reconnu que la « relation intime établie depuis plus de deux années » entre les deux parties expliquait que l'écrivaine se soit trouvée « dans l'impossibilité morale » d'exiger un contrat à Michel Drucker. »

### Affaire de violences avec arme et enquête pour diffamation
Le 31 mars 2022, peu après la garde à vue de sa fille dans une affaire de violences avec arme contre son compagnon, Calixthe Belaya s'en prend sur sa page Facebook aux policiers de Montauban, alléguant notamment des « abus de policiers racistes ».  À la suite de ces propos, le directeur de la sécurité publique de Tarn-et-Garonne dépose plainte contre la romancière et sa fille pour diffamation et le procureur de la République de Montauban ouvre une enquête ; Calixthe Belaya présente ses excuses aux policiers, tandis que la fille de la romancière dépose une plainte pour garde à vue abusive le 7 avril 2022.

## Avis critiques sur son parcours et son œuvre
Calixthe Beyala est une écrivaine engagée, usant de la provocation selon certains commentateurs. 
Michèle Rakotoson, pour sa part, indique : « Les excès de Calixthe Beyala me dérangent profondément. On ne bâtit pas une œuvre sur des outrances. »
Koffi Anyinefa, dans un article intitulé « Scandales » publié dans les Cahiers d'études africaines, citant Michèle Rakotoson, indique que :

« certains Africains condamnent Beyala moins pour le délit qu’on lui reproche que pour son comportement que plus d’un trouvent extravagant, inapproprié. Les critiques français, eux, sont plutôt enclins à l’exonérer du forfait imputé. Auraient-ils eu peur d’être accusés de racisme, comme l’a d’ailleurs fait Beyala pour ses détracteurs blancs ? »

— Cahiers d’études africaines

Parlant du scandale concernant le livre de Calixthe Belaya Les Honneurs perdus, il ajoute : 

« La réaction de Beyala elle-même à ce scandale a été très ambiguë, et relèverait plutôt d’un « terrorisme intellectuel » [...]
A. Sadi et M. Kanyana […], par exemple, se réjouissent malicieusement du scandale : « À force de déshonorer les autres, cela lui est revenu comme un boomerang. » D’ailleurs, le titre du roman de Beyala leur paraît tout à fait prémonitoire : les honneurs perdus seraient les siens »

— Cahiers d’études africaines
Il reprend également la déclaration de l’écrivaine sénégalaise Aminata Sow Fall :

« Quand Yambo Ouologuem a été accusé de plagiat, personne n’a fait un tel battage. Je m’interdis de juger le fond de cette affaire. Que le critique fasse son travail. Et que l’auteur se justifie. Pour ce qui est du comportement de Calixthe Beyala, chacun choisit sa manière d’être. Mais, à livrer le moindre de ses faits et gestes aux médias, on prend des risques. Quant à l’œuvre, elle est inspirée par une vision très pessimiste de l’Afrique et des Africains. Ce n’est pas la mienne. »

— Cahiers d’études africaines
Pour d'autres critiques, Calixthe Beyala ferait partie de ces écrivains qui luttent contre un Paris littéraire trop bourgeois et conformiste, dénonçant le système qui l'aurait elle-même propulsée au devant de la scène[réf. souhaitée]. Ainsi érotisme et pornographie finissent par se confondre dans le « capitalisme outrancier qui impose sa loi ». 
Son engagement littéraire en dernière analyse, au-delà du paradoxe entre moyens littéraires et objectif moral, vise à dénoncer la mondialisation dans son entreprise d'uniformisation des esprits :[style à revoir] « son écriture recourt aux procédés les plus communs à la vox populi comme le plagiat et le cliché tout en versant dans le registre populaire afin de dénoncer les dangers d’une mondialisation qui formate l’humanité égoïste par la valorisation d’une culture consumériste et hédoniste. »

## Publications
- C'est le soleil qui m'a brûlée, Paris, Stock, 1987, 174 p.
- Tu t'appelleras Tanga, Paris, Stock, 1988, 202 p.
- Seul le Diable le savait, Paris, Pré aux Clercs, 1990, 281 p. ; réédité sous le titre La Négresse rousse, Paris, J'ai lu, 1995
- Le Petit Prince de Belleville, Paris, Albin Michel, 1992, 262 p.. En raison de nombreux emprunts avérés à Howard Buten intégrés dans ce roman, l'autrice et sa maison d'édition furent condamnées le 7 mai 1996 pour contrefaçon partielle par le tribunal de grande instance de Paris.
- Maman a un amant, Paris, Albin Michel, 1993, 352 p., grand prix littéraire d'Afrique noire[28]
- Asséze l'Africaine, Paris, Albin Michel, 1994, 352 p., prix François-Mauriac de l'Académie française ; prix Tropiques
- Lettre d'une Africaine à ses sœurs occidentales, Paris, Spengler, 1995, 160 p.
- Les Honneurs perdus, Paris, Albin Michel, 1996, grand prix du roman de l'Académie française
- La Petite Fille du réverbère, Paris, Albin Michel, 1998, 412 p., grand prix de l'Unicef
- Amours sauvages, Paris, Albin Michel, 1999, 251 p.
- Lettre d'une Afro-Française à ses compatriotes, Paris, Mango, 2000, 96 p.
- Comment cuisiner son mari à l'africaine, Paris, Albin Michel, 2000, 170 p.
- Les arbres en parlent encore…, Paris, Albin Michel, 2002, 412 p.
- Femme nue, femme noire, Paris, Albin Michel, 2003, 230 p.
- La Plantation, Paris, Albin Michel 2005, 464 p.
- L'Homme qui m'offrait le ciel, Paris, Albin Michel, 2007
- Le Roman de Pauline, Paris, Albin Michel, 2009
- Les Lions indomptables, Paris, Albin Michel, 2010
- Le Christ selon l'Afrique, Paris, Albin Michel 2014, prix de L'Algue d'Or du meilleur roman francophone[réf. nécessaire]
- L’Œuvre romanesque de Calixthe Beyala Broché – Grand livre, 1er janvier 1997[29].

## Distinctions
- Grand prix littéraire d'Afrique noire pour Maman a un amant (Albin Michel, 1993)[28] ;
- Prix François-Mauriac de l'Académie française, ainsi que le prix Tropiques pour Assèze l'Africaine (1994)[6] ;
- Grand prix du roman de l'Académie française pour Les Honneurs perdus[14], (1996) ;
- Grand prix de l'Unicef pour La Petite Fille du réverbère (1998)[30].

- Chevalier de la Légion d'honneur française (2010)[31].
- Commandeur de l'ordre de la Valeur camerounais (2017, officier en 2013)[32]